# Del-Angelo Williams
Del-Angelo Williams (* 4. August 1993 in Marburg) ist ein deutsch-amerikanischer Fußballspieler. Seit dem Sommer 2020 steht er bei der TSV Eintracht Stadtallendorf unter Vertrag.

## Karriere
Del-Angelo Williams wurde in Marburg als Sohn eines US-Amerikaners und einer Deutschen geboren. Bei der JSG Mardorf begann er mit dem Fußballspielen und wechselte später in die Jugendabteilung des FSV Cappel. Im Anschluss kam er im Nachwuchs des VfB Marburg unter, wo er in der Saison 2013/14 ein Spiel im Hessenpokal bestritt und in 28 Ligaspielen neunmal traf. Im Sommer 2014 wechselte er zum TSV Eintracht Stadtallendorf in die Hessenliga. In den folgenden vier Jahren bestritt er 112 Ligaspiele für den Verein, in denen er als Mittelstürmer 50 Tore schoss. In der Saison 2016/17 gelang ihm mit dem Verein der Aufstieg in die Fußball-Regionalliga Südwest.
Zur Drittligasaison 2018/19 wechselte Williams zu Hansa Rostock; er erhielt einen Zwei-Jahres-Vertrag bei den Ostseestädtern. Unter Trainer Pavel Dotchev gab er sein Profidebüt am 4. Spieltag der Saison durch seine Einwechslung in der 70. Minute bei der Auswärtsniederlage in Unterhaching.
Williams konnte sich in zusammen zwölf Drittligapartien für Hansa unter Beweis stellen. Hierbei erzielte er einen Treffer und wurde zudem Landespokalsieger.
Im Sommer 2019 verließ Williams aus privaten Gründen vorzeitig den FC Hansa in Richtung Elversberg, wo er einen Zweijahresvertrag erhält. Nach 22 Spielen und fünf Toren verließ der Stürmer die SV Elversberg wieder, da er neben Thomas Gösweiner und Luca Schnellbacher keine direkte Chance auf einen Stammplatz hat.
Im September 2020 wechselte er zur TSV Eintracht Stadtallendorf und unterschrieb dort einen Vertrag bis 2023. Zur Hessenliga-Saison 2023/24 wechselte er zum Aufsteiger und seinem Jugendverein VfB Marburg.

## Privates
Williams’ Vater verließ die Familie, als Del-Angelo 11 Jahre alt war. Er hat drei Schwestern, davon sind zwei älter als er. Bis 2015 studierte er an der Philipps-Universität Marburg Betriebswirtschaftslehre, brach das Studium jedoch unter anderem zugunsten des Fußballs ab. Anschließend entschied er sich für eine kaufmännische Ausbildung.

## Erfolge
- Landespokalsieger Mecklenburg-Vorpommern: 2019 (mit dem F.C. Hansa Rostock)
- Saarlandpokalsieger: 2020 (mit der SV Elversberg)